# Ngatangiia (circonscription)
Inscrits : 534 (2006)
Ngatangiia est une circonscription électorale de l'île de Rarotonga (îles Cook). Ses frontières correspondent à celle du district éponyme. 
Cette circonscription fut créée en 1981 par l'amendement constitutionnel n°9 . Jusqu'alors les 3 sièges de Titikaveka, Ngatangiia et  Matavera  étaient regroupés dans la circonscription de Takitumu

## Élections de 2004
Nouvelle victoire confortable pour le leader du Democratic Party, Terepai Maoate dans son bastion de Ngatangiia
| Metuatini Tangaroa (CIP) | 36,2 % |
| Terepai Maoate (DP)      | 57,2 % |
| Maru Ben (Ind.)          | 6,6 %  |

## Élections de 2006
Maoate est élu pour les septième fois consécutives dans la circonscription.
| Willie Kauvai (CIP) | 37,9 % |
| Terepai Maoate (DP) | 62,1 % |